# Warth, Bregenz
Warth là một đô thị ở Bregenz trong bang Vorarlberg nước Áo. Đô thị này có diện tích 19,34 km2, dân số cuối năm 2005 là 187 người.